# Варковицька волость
Варковицька волость — адміністративно-територіальна одиниця Дубенського повіту Волинської губернії Російської імперії з центром у містечку Варковичі.
Станом на 1885 рік складалася з 18 поселень, 17 сільських громад. Населення — 7268 осіб (3640 чоловічої статі та 3628 — жіночої), 570 дворових господарств.
|                     | Площа, десятин | У тому числі орної, дес. |
| ------------------- | -------------- | ------------------------ |
| Сільських громад    | 7618           | 4999                     |
| Приватної власності | 4430           | 2197                     |
| Казенної власності  | 6414           | 1272                     |
| Іншої власності     | 415            | 255                      |
| Загалом             | 18877          | 8723                     |

Основні поселення волості:
- Варковичі — колишнє власницьке містечко при річці Стубла за 19 верст від повітового міста, 408 осіб, 42 двори, православна церква, синагога, єврейський молитовний будинок, школа, постоялий двір, базари, 6 ярмарків на рік, водяний млин. За 5 верст — залізнична станція Озеряни.
- Білоберіжжя — колишнє власницьке село, 308 осіб, 27 дворів, православна церква, постоялий будинок.
- Збитин — колишнє власницьке село, 270 осіб, 29 дворів, православна церква, 2 постоялих будинки.
- Княгинин — колишнє власницьке село при струмкові, 533 особи, 44 двір, православна церква, постоялий будинок, водяний млин.
- Листвин — колишнє власницьке село, 474 особи, 48 дворів, православна церква, постоялий будинок, кузня.
- Мокре — колишнє власницьке село, 301 особа, 39 дворів, православна церква, постоялий будинок, водяний млин.
- Молдава (Молодава) — колишнє власницьке село, 404 особи, 43 двори, православна церква, постоялий будинок.
- Озеряни — колишнє власницьке і єврейське село, 798 осіб (євреїв — 749), 35 дворів, синагога, постоялий будинок.
- Ульбарів — колишнє власницьке село, 329 осіб, 44 двори, православна церква, постоялий будинок, лавка.

## Після 1920р.
Волость існувала до 1920 р. у складі Дубенського повіту Волинської губернії. 18 березня 1921 року Західна Волинь анексована Польщею. У Польщі існувала під назвою ґміна Варковіче Дубенського повіту Волинського воєводства і постала в тих же межах, що й за Російської імперії та Української держави.
На 1936 рік гміна складалася з 30 громад:
1. Білоберіжжя — село: Білоберіжжя та колонія: Ластівка;
2. Боцянівка — колонія: Боцянівка;
3. Бодяки — село: Травневе (Дубенський район)Бодяки;
4. Хомат — колонія: Зелений Гай (Дубенський район)Хомат;
5. Дядьковичі — село: Дядьковичі;
6. Озеряни-Жидівські — колонія: Озеряни-Жидівські;
7. Озеряни-Волостянські — село: Озеряни-Волостянські, залізнична станція: Озеряни, селище: Озеряни та фільварок: Озеряни;
8. Княгинин — село: Княгинин та селище: Карпилівка;
9. Конюшки — село: Квітневе (Дубенський район)Конюшки та хутори: Клин, Кургани, Ліщини, Під Озерянами, Сіножать, Загайний і Займисько;
10. Костянець — село: Костянець;
11. Крилів — село: Крилів та хутір: Крилів;
12. Курдибань-Ворковицький — колонія: Курдибань-Ворковицький;
13. Курдибань-Жолнівський — колонія: Курдибань-Жолнівський;
14. Листвин — село: Листвин, колонія: Залісся та фільварок: Листвин;
15. Молдава-Волостянська — село: Молдава-Волостянська,колонія: Маївка-Ксаверівка та селища: Бакуниха Волостянська і Чагарівка;
16. Молдава-Чеська I — село: Молдава-Чеська I;
17. Молдава-Чеська II — село: Молдава-Чеська II;
18. Мокре — село: Мокре (Дубенський район)Мокре;
19. Нараїв — село: Нараїв та селище: Борисівка;
20. Олибів — село: Олибів;
21. Острів — село: Острів;
22. Рапатів — село: Озеряни (Дубенський район)Рапатів;
23. Сатиїв — села: Маяки (Дубенський район)Михайлівка, Сатиїв-Старий і Сатиїв-Новий, селища: Лісничівка 1 і Лісничівка 2, фільварки: Сатиїв і Земблиця;
24. Ульбарів-Волостянський — село: Ульбарів-Волостянський, залізничний перестанок: Ульбарів та селище: Залісся;
25. Ульбарів-Чеський — село: Нагірне (Дубенський район)Ульбарів-Чеський;
26. Варковичі — містечко: Варковичі та фільварок: Варковичі;
27. Варковичі — село: Варковичі та селища: ВарковичіДвірець, Янушівка, Косцюшки, Під Лісом, Варковичі й Затишшя;
28. Заруддя — село: Заруддя;
29. Зінівка — колонії: Олибів Красна Гора і Зінівка;
30. Жорнів — село: Жорнів, селища: Васильщина, Бондарова-Нива, Кошари, Гострий Горб і Радівщина та маєток: Жорнів.

Після радянської анексії західноукраїнських земель ґміна ліквідована у зв'язку з утворенням районів.